# Suseni (Mureș)
Suseni [suˈsenʲ] (veraltet Fălfalău; deutsch Pränzdorf, ungarisch Marosfelfalu) ist eine Gemeinde im Kreis Mureș in der Region Siebenbürgen in Rumänien.
Der Ort Suseni ist auch unter der deutschen Bezeichnung Brenndorf und Oberdorf und der ungarischen Felfalu bekannt.

## Geographische Lage

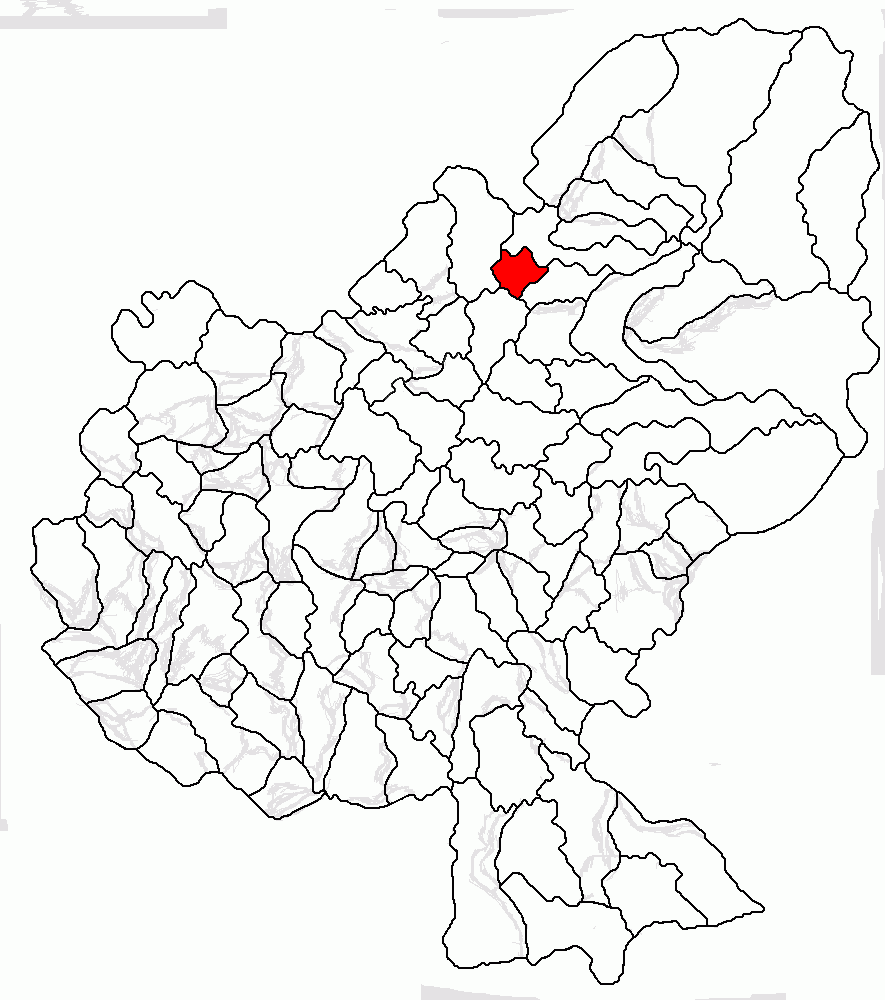
Lage der Gemeinde Suseni im Kreis Mureș

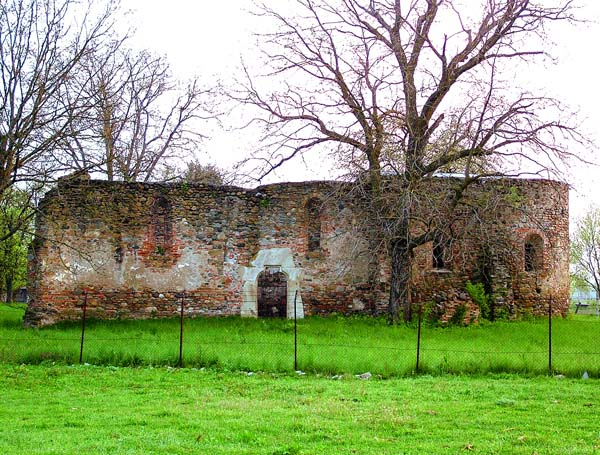
Ruine der ehemaligen reformierten Kirche

Die Gemeinde Suseni liegt im Reener Ländchen (Ținutul Reghinului) im nördlichen Teil des Siebenbürgischen Beckens. Am rechten Ufer des Mureș (Mieresch) und des Drum național 15 liegt der Ort vier Kilometer nördlich von der Stadt Reghin (Sächsisch-Regen) und etwa 30 Kilometer nordöstlich von der Kreishauptstadt Târgu Mureș (Neumarkt am Mieresch) entfernt. Das eingemeindete Dorf liegen fünf Kilometer nördlich vom Gemeindezentrum entfernt.

## Geschichte
Der Ort Suseni, ursprünglich ein siebenbürgisch-sächsischer Ort, wurde erstmals 1319 urkundlich erwähnt. Erst im 16. Jahrhundert siedelten sich hier Magyaren und Rumänen an. Im Süden des Ortes Suseni, am rechten Ufer des Mureș, wurden mehrere archäologische Funde gemacht und nach Angaben von Vasile Pârvan, der Spätbronzezeit zugeordnet. Einige dieser Funde und auch aus der Römerzeit befinden sich im Dorfmuseum. Des Weiteren wurde auf dem Areal des Dorfes auch eine Römerstraße gefunden. 1924 wurde auf dem Areal der Ziegelfabrik in Suseni – seit einiger Zeit nicht mehr in Betrieb – in einem Tongefäß eine gut erhaltene Gewandnadel gefunden, welche im heutigen Wappen der Gemeinde dargestellt ist.
Im Königreich Ungarn gehörte die heutige Gemeinde dem Stuhlbezirk Régen felső (Ober-Regen) im Komitat Maros-Torda, anschließend dem historischen Kreis Mureș und ab 1950 dem heutigen Kreis Mureș an.

## Bevölkerung
Die Bevölkerung der Gemeinde Suseni entwickelte sich wie folgt:
| 1850 | 1.193 | 678   | 441 | - | 74             |
| 1920 | 1.962 | 1.493 | 457 | - | 12             |
| 1941 | 2.311 | 1.312 | 854 | 8 | 137            |
| 1966 | 2.547 | 1.635 | 761 | - | 151            |
| 2002 | 2.319 | 1.423 | 685 | 2 | 209            |
| 2011 | 2.253 | 1.289 | 605 | 2 | 357            |
| 2021 | 2.357 | 1.487 | 546 | 2 | 322 (247 Roma) |

Seit 1850 wurde auf dem Gebiet der heutigen Gemeinde die höchste Einwohnerzahl und die der Rumänen 1966 registriert. Die höchste Einwohnerzahl der Magyaren wurde 1941 die der Roma (277) 2011 und die der Rumäniendeutschen (22) 1900 ermittelt.

## Sehenswürdigkeiten
- In Suseni, die Ruine einer reformierten Kirche[8] aus dem 16. Jahrhundert, steht unter Denkmalschutz.[9]

## Persönlichkeiten
- Mihály Szabolcska (1862–1930),[10] ein ungarischer Dichter und Pfarrer lebte zeitweise in Suseni.[4]